# Textura (gastronomia)
La textura en gastronomia és la manera com estan disposades les parts o partícules que componen una cosa, el conjunt de característiques visuals i tàctils de la superfície d'un material, un objecte, una figura. En el món dels aliments és la manifestació sensorial i funcional de les propietats físiques, fisicoquímiques i biològiques, ja siguin estructurals (a nivell molecular, microscòpic i macroscòpic), mecàniques i superficials dels aliments detectats a través dels sentits de la visió, l'oïda, el tacte i els cinestèsics.

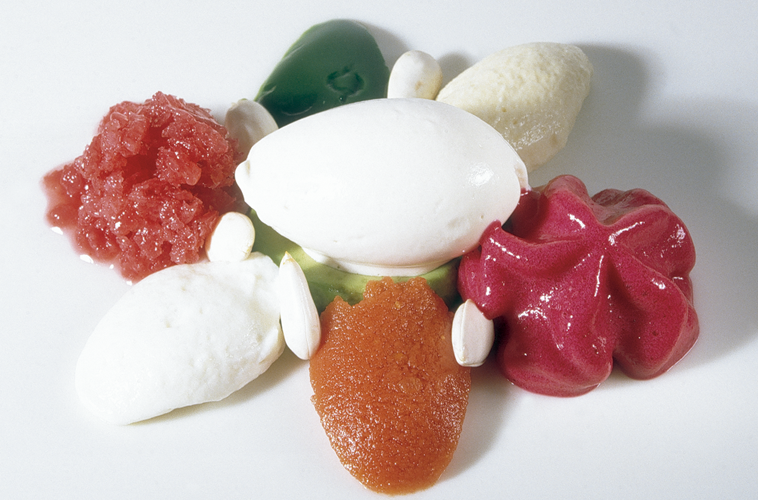
Diferents textures en un sol plat

Per tal de mesurar la textura d'una elaboració o element s'empra el texturòmetre; un texturòmetre és un estri de laboratori que s'utilitza per medir gran varietat de paràmetres físics. La textura en els aliments és important a nivell d'acceptació global i varia molt depenent del tipus d'aliment.

## Texturòmetre
Els paràmetres físics mesurats pel texturòmetre són els següents: 
- Duresa (N): força necessària per provocar una determinada deformació.
- Fracturabilitat (N): força en el primer punt de trencament.
- Cohesivitat (sense unitats): mesura de la força amb que es mantenen les unions internes de la mostra.
- Adhesivitat (J): treball necessari per vèncer les forces d'adhesió entre la mostra i la sonda.
- Elasticitat (m): velocitat amb què una mostra retorna a l'alçada original.
- Gomositat (N): energia necessària per desintegrar un aliment semisòlid fins a ser apte per la deglució.
- Mastegabilitat (J): energia necessària per desintegrar un aliment sòlid fins a ser apte per la deglució.
- Resistència (m): distància recorreguda per la sonda durant l'àrea de força negativa.
- Resiliència (sense unitats): mesura de la propensió d'un producte a recuperar la posició original.